# Milton Alegre
Milton Tobías Oscar Alegre López (Alcorta, Argentina, nacido el 14 de octubre de 1991) es un futbolista argentino nacionalizado chileno. Juega de delantero en Deportes Santa Cruz de la Primera B de Chile.

## Trayectoria
Oriundo de la localidad argentina de Alcorta, a los 11 años se fue a vivir a Rosario, pasando por clubes locales hasta llegar al Agrupación Deportiva Botafogo. Tras ser captado por unos dirigentes, el año 2009 a las divisiones inferiores de O'Higgins.
Luego continuó su carrera por diferentes equipos, entre los que se encuentran Malleco Unido, Barnechea, Deportes Concepción, O'Higgins, San Antonio Unido, Deportes Melipilla, Club Deportivo General Velasquez, Colchagua CD, Independiente de Cauquenes y Deportes Recoleta.

## Clubes
| Club                       | País  | Año       |
| -------------------------- | ----- | --------- |
| O'Higgins                  | Chile | 2009-2011 |
| Deportes Concepción        | Chile | 2012-2013 |
| Barnechea                  | Chile | 2013-2014 |
| Malleco Unido              | Chile | 2014-2016 |
| San Antonio Unido          | Chile | 2016-2017 |
| Deportes Melipilla         | Chile | 2017      |
| General Velásquez          | Chile | 2018      |
| Deportes Melipilla         | Chile | 2019      |
| Fernández Vial             | Chile | 2019      |
| Colchagua                  | Chile | 2020      |
| Independiente de Cauquenes | Chile | 2021      |
| Deportes Recoleta          | Chile | 2022      |
| Santiago Wanderers         | Chile | 2023      |
| Rangers                    | Chile | 2024      |
| Deportes Santa Cruz        | Chile | 2025-Act. |

## Palmarés

### Distinciones individuales
| Distinción                                                | Año  |
| --------------------------------------------------------- | ---- |
| Máximo goleador de la Segunda División Chilena (14 goles) | 2018 |
| Máximo goleador de la Segunda División Chilena (15 goles) | 2021 |